# Rod Gilbert
Rodrigue Gabriel "Rod" Gilbert, född 1 juli 1941 i Montréal, Québec, död 22 augusti 2021, var en kanadensisk professionell ishockeyspelare som spelade hela sin 18 säsonger långa NHL-karriär för New York Rangers.
Rod Gilbert spelade högerforward i GAG-kedjan – "Goal A Game", ungefär: "mål varje match" – tillsammans med Vic Hadfield och Jean Ratelle. Han har klubbrekorden i New York Rangers för antal mål med 406 och antal poäng med 1021. Gilberts tröjnummer 7 var det första som pensionerades av Rangers, den 14 oktober 1979. Vilket är en av fem nummer genom klubbens New York Rangers långa historia, endast Ed Giacomins nummer 1, Mark Messier nummer 11, Mike Richters nummer 35 och Henrik Lundqvist nummer 30) har sedermera pensioneras av New York-klubben.

## Statistik

### Klubbkarriär
| 1957–58 | Guelph Biltmores           | OHA  | 32   | 14  | 16  | 30   | 0   | —  | —  | —  | —  | —  |
| 1958–59 | Guelph Biltmores           | OHA  | 54   | 27  | 34  | 61   | 40  | —  | —  | —  | —  | —  |
| 1959–60 | Guelph Biltmores           | OHA  | 47   | 39  | 52  | 91   | 0   | —  | —  | —  | —  | —  |
| 1959–60 | Trois-Rivières Lions       | EPHL | 3    | 4   | 6   | 10   | 0   | 5  | 2  | 2  | 4  | 2  |
| 1960–61 | Guelph Royals              | OHA  | 47   | 54  | 49  | 103  | 0   | —  | —  | —  | —  | —  |
| 1960–61 | New York Rangers           | NHL  | 1    | 0   | 1   | 1    | 2   | —  | —  | —  | —  | —  |
| 1961–62 | New York Rangers           | NHL  | 1    | 0   | 0   | 0    | 0   | 4  | 2  | 3  | 5  | 4  |
| 1961–62 | Kitchener-Waterloo Beavers | EPHL | 21   | 12  | 11  | 23   | 22  | 4  | 0  | 0  | 0  | 4  |
| 1962–63 | New York Rangers           | NHL  | 70   | 11  | 20  | 31   | 20  | —  | —  | —  | —  | —  |
| 1963–64 | New York Rangers           | NHL  | 70   | 24  | 40  | 64   | 62  | —  | —  | —  | —  | —  |
| 1964–65 | New York Rangers           | NHL  | 70   | 25  | 36  | 61   | 52  | —  | —  | —  | —  | —  |
| 1965–66 | New York Rangers           | NHL  | 34   | 10  | 15  | 25   | 20  | —  | —  | —  | —  | —  |
| 1966–67 | New York Rangers           | NHL  | 64   | 28  | 18  | 46   | 12  | 4  | 2  | 2  | 4  | 6  |
| 1967–68 | New York Rangers           | NHL  | 73   | 29  | 48  | 77   | 12  | 6  | 5  | 0  | 5  | 4  |
| 1968–69 | New York Rangers           | NHL  | 66   | 28  | 49  | 77   | 22  | 4  | 1  | 0  | 1  | 2  |
| 1969–70 | New York Rangers           | NHL  | 72   | 16  | 37  | 53   | 22  | 6  | 4  | 5  | 9  | 0  |
| 1970–71 | New York Rangers           | NHL  | 78   | 30  | 31  | 61   | 65  | 13 | 4  | 6  | 10 | 8  |
| 1971–72 | New York Rangers           | NHL  | 73   | 43  | 54  | 97   | 64  | 16 | 7  | 8  | 15 | 11 |
| 1972–73 | New York Rangers           | NHL  | 76   | 25  | 59  | 84   | 25  | 10 | 5  | 1  | 6  | 2  |
| 1973–74 | New York Rangers           | NHL  | 75   | 36  | 41  | 77   | 20  | 13 | 3  | 5  | 8  | 4  |
| 1974–75 | New York Rangers           | NHL  | 76   | 36  | 61  | 97   | 22  | 3  | 1  | 3  | 4  | 2  |
| 1975–76 | New York Rangers           | NHL  | 70   | 36  | 50  | 86   | 32  | —  | —  | —  | —  | —  |
| 1976–77 | New York Rangers           | NHL  | 77   | 27  | 48  | 75   | 50  | —  | —  | —  | —  | —  |
| 1977–78 | New York Rangers           | NHL  | 19   | 2   | 7   | 9    | 6   | —  | —  | —  | —  | —  |
|         | Totalt                     | NHL  | 1065 | 406 | 615 | 1021 | 508 | 79 | 34 | 33 | 67 | 43 |

### Internationellt
| År     | Lag    | Turnering | Matcher | Mål | Assist | Poäng | Utv |
| ------ | ------ | --------- | ------- | --- | ------ | ----- | --- |
| 1972   | Kanada | SS        | 6       | 1   | 3      | 4     | 9   |
| 1977   | Kanada | VM        | 9       | 2   | 2      | 4     | 12  |
| Totalt | Totalt | Totalt    | 15      | 3   | 5      | 8     | 21  |